# Wärst du doch in Düsseldorf geblieben
Wärst du doch in Düsseldorf geblieben ist ein deutscher Schlager der Sängerin Dorthe Kollo aus dem Jahr 1968. Kollo hatte das Stück unter ihrem damaligen Künstlernamen Dorthe veröffentlicht. Musik und Text stammen von Christian Bruhn und Georg Buschor.

## Stück
Das 2:34 Minuten lange Stück hat zwei Strophen und einen Refrain, der das Lied einleitet. Bei der Instrumentierung dominieren Blechbläser, rhythmisches Piano und Klarinette. Die Bassline bildet eine Bassposaune unter Einsatz von Glissandos, wobei das Arrangement des Stückes Elemente des Dixielandjazz aufgreift und im letzten Refrain eine für diesen Stil typische Kollektivimprovisation andeutet.
Der Text handelt von einem Playboy aus Düsseldorf, den es auf eine Ranch nach Texas verschlagen hat, auf der die Ich-Erzählerin des Stückes offenbar zu Hause ist. Die stuft ihn zwar als „feinen Menschen“ ein und verliebt sich „auf den zweiten Blick“ in ihn. Letztlich ist er auf der Ranch jedoch deplatziert, verstört sein Reitpferd – woraufhin er abgeworfen wird – und blamiert sich, so dass „ganz Texas lacht“. Schließlich wäre ihn die Protagonistin gern wieder los und wünscht sich, er wäre bloß in Düsseldorf geblieben.

## Hintergründe
Mit Wärst du doch in Düsseldorf geblieben nahm Dorthe Kollo 1968 bereits zum dritten Mal am Deutschen Schlager-Wettbewerb teil, nachdem sie 1964 mit Junger Mann mit roten Rosen den fünften und 1965 mit Blondes Haar am Paletot den vierten Platz belegte. Das Lied folgte ihrem bis dahin größten Hit Sind Sie der Graf von Luxemburg? und galt auch deshalb als Favorit, landete schließlich auf dem zweiten Platz.
In den Hitparaden war die Single erfolgreich; in den Charts erreichte sie Platz 10. Der Titel wurde im selben Jahr auch auf einer gleichnamigen Langspielplatte veröffentlicht, die noch drei weitere neue Dorthe-Stücke enthielt.
In einem Interview gab die Sängerin an, ihr damaliger Wohnort Düsseldorf, wo ihr Ehemann René Kollo an der Oper engagiert war, habe sie inspiriert, was vom Texter aufgegriffen wurde, weil es gut zur Melodie passte.

## Coverversionen und Parodie
Das Stück erfuhr einige deutschsprachige Nachnutzungen, so von Cliff Carpenter (1968), Horst Muys (1970), der Zeltinger Band (2003) und vom Duo Treibsand (2003). Die Toten Hosen alias Die Roten Rosen nahmen im Jahr 1987 ebenfalls eine Version auf, die aber zunächst nicht auf dem Album Never Mind The Hosen – Here’s Die Roten Rosen landete, bis es 2007 bei einer Neuauflage als Bonusmaterial hinzugefügt wurde. Die Jacob Sisters nahmen 1968 unter ihrem damaligen Namen „Die Schmannewitzer Heidelerchen“ die Parodie Wärst du Dussel doch im Dorf geblieben auf.
Das Lied wurde 1968 auch in niederländischer Sprache – als Was jij maar in Lutjebroek gebleven von Trea Dobbs, auf Französisch und Tschechisch interpretiert. Eine schwedische Version sang Siw Malmkvist im Jahr 1970. Dorthe Kollo sang in ihrer dänischen Muttersprache eine Version Gid du var i Skanderborg.